# Champion (Namur)
Pour les articles homonymes, voir Champion (homonymie).
Champion (en wallon Tchampion) est une section de la ville belge de Namur située en Wallonie dans la province de Namur. C'était une commune à part entière avant la fusion des communes de 1977. Jusqu'en 1924, Champion et Cognelée ne formaient qu'une seule commune.
Des émigrants au XIXe siècle ont donné le nom de Champion à un village de la Green Bay du Wisconsin aux États-Unis.

## Toponymie
Le nom primitif supposé du village serait Campilo ou Campilio. Au cours des siècles, les formes suivantes ont été attribuées à la localité : Chemplus ou Chemplum (1127), Kemplus (1152), Champilhons (1234), Camplons (1237), Chanpilhon (1243), Champilhon (1497, 1558), Campilhon (1553) pour terminer, au début du XIXe siècle, par Champion-lez-Namur.
Champion doit probablement son nom :
- du mot Campus, qui signifiait combat, camp et/ou petit champ dans la Basse-Latinité ;
- du mot Campilus ou Campilius, qui désignait le propriétaire d'un domaine rural encerclant une villa gallo-romaine.

Lieux-dits (existants ou ayant existé) : Albuse, Bacou, Bauloye, Bois de Là-Haut, Comognes, Fond de Champion, Fooz, Grandes Salles, Hébette, Nouveau Monde, Pont d'Arquet, Sarrasins, Sart, Tombes (les).
Le toponyme « Les Tombes » témoigne que la situation de Champion est ancienne et liée à la présence des tumuli qui ont été effacés durant la construction de l'autoroute E411. Il y en avait quatre qui se trouvaient à proximité du bois des Tombes (au sud de Frizet) où reposaient des capitaines romains. Leur grand nombre réparti sur Champion, Vedrin et Daussoulx atteste qu'une population importante était présente durant la période gallo-romaine et que l'industrie du verre et de la poterie s'est démarquée par la suite durant les périodes des Francs. Par ailleurs, la route « Chemin les Tombes », qui relie Champion à Boninne, est une commémoration plus récente de ces sépultures.
Le toponyme « Grandes Salles » est lié aux « Grand Bois de Grande Salle » (à Champion) et « Petit Bois de Grande Salle » (à Marchovelette), qui constituent une forêt étendue sur les deux localités. Le 25 août 1281, les deux frères et chevaliers Arnould et Othon de Walhain ont fait savoir qu'ils ont vendu à Gui de Dampierre, comte de Namur, 200 bonniers du bois de « Grand Selve ». On retrouve dans ce toponyme le mot latin silva qui signifie une étendue boisée.

## Démographie
- Sources:INS, Rem:1831 jusqu'en 1970=recensements, 1976= nombre d'habitants au 31 décembre
- 1930: Scission de Cognelée

## Histoire
En 1289, à Champion, Gui de Dampierre, comte de Namur, percevait la taille sur tous ceux qui n'étaient pas bourgeois et détenait tous les droits seigneuriaux et la justice. Selon le censier de 1294, il possédait 57 bonniers de terre à Champion et 108 bonniers du bois de Grand Selles (ou Grande Salle).
En 1366, le fief qui contenait la moitié du bois de Grand Selles et l'avouerie de Champion a été vendu mais les droits seigneuriaux seraient restés au comte de Namur jusqu'à ce qu'il les lègue au seigneur hautain.

## Administration communale de 1924 à 1976
Liste des bourgmestres après la Première Guerre mondiale jusqu'à la fusion des communes de 1977, lorsque Champion fut rattaché à Namur :
- 1924-1947 : Adolphe de Suray (fermier à la ferme du Sart), puis son fils, Lucien de Suray ;
- 1947-1950 : Georges Davreux ;
- 1950-1970 : Nestor Detry ;
- 1970-1976 : Georges Gaillard.

## Patrimoine et culture

### Patrimoine

#### Patrimoine religieux

##### Église Sainte-Catherine
Située rue de la Joncquière, l'église paroissiale du village est consacrée à sainte Catherine d'Alexandrie dont la statue est représentée au-dessus du porche d'entrée et dans la nef latérale droite. C'est un édifice néo-classique en brique et pierre bleue, à trois nefs et une tour occidentale. Dans la nef latérale gauche sont représentés la Vierge et l'Enfant et, dans le chœur, une toile est consacrée à Jésus au jardin des oliviers. Elle est ouverte par une porte cintrée flanquée de piliers panneautés sous haute corniche profilée et fermée par un chevet à trois pans. La chapelle d'hiver, à gauche de l'entrée, comporte un grand Christ du XVIe siècle et un Enfant Jésus de Prague.
Elle a été construite entre 1847 et 1848 avec un permis de bâtir délivré par arrêté royal en date du 14 août 1846. Elle est explicitement datée 1848 sur le bas-côté gauche, à l'extérieur, avec l'inscription : « Ma maison est une maison de prière » (Saint Luc, ch. XIX, V:46). Sa façade a été restaurée en 1968.
La plus ancienne mention d'une chapelle Sainte-Catherine de Champion remonte à 1237.
L'église actuelle trouve ses origines en 1198 avec le sanctuaire Saint-Martin de Frizet. Durant les XVIe et XVIIe siècles, ère de prospérité économique pour la région (mines de plomb et de fer à Vedrin), de nombreuses églises rurales ont été érigées ou rénovées, dont Frizet. La paroisse Saint-Martin de Frizet a conservé son entité pendant près de douze siècles et son église fut l'église principale (integra eccleisa) des villages et dépendances de Frizet, entre autres Champion. Elle accueillait ainsi les paroissiens de hameaux environnants à l'occasion des grandes fêtes chrétiennes et pour l'administration des principaux sacrements. À la fin du XVIIe siècle, des mariages et baptêmes sont célébrés dans les chapelles des villages ; parmi celles-ci, la chapelle Sainte-Catherine de Champion. Dès 1782, l'idée est lancée de décentraliser la paroisse et bâtir des églises au centre de ces villages. La chapelle de Champion fut reconnue  par le gouvernement en dépendance de la succursale de Frizet par l'arrêté royal du 27 octobre 1821. Ce n'est que par le décret du 1er août 1846 que la paroisse de Frizet fut démembrée.
En face, dans le cimetière, se trouve un chœur à trois pans, en brique et pierre bleue sur soubassement de pierre du XVIIIe siècle. Il s'agit des vestiges de l'ancienne chapelle Sainte-Catherine. De part et d'autre, il y a deux sacristies en calcaire. La façade ouest date du XIXe siècle. Une des sépultures sous l'autel appartient à l'abbé Warzée, le premier prêtre à avoir desservi la paroisse indépendante (entre 1830 et 1876).

##### Chapelle Saint-Roch
Située à la hauteur du 790 de la chaussée de Louvain, la chapelle Saint-Roch est un édifice octogonal de la deuxième moitié du XIXe siècle. Elle s'ouvre par une haute porte à arc brisé. Les fenêtres sont également du même type. À l'intérieur se trouvent trois niches abritant les statues de sainte Barbe, saint Roch et sainte Marie.

##### Chapelle Warzée (rue Notre-Dame-des-Champs)
La chapelle située en haut de la rue Notre-Dame-des-Champs est de style néo-classique. Appelée Chapelle Warzée, elle faisait à l’origine partie de la propriété du Bourgmestre de Champion, Zénobe Warzée (1829-1912). Celui-ci était un industriel et rentier.
La chapelle, inscrite à l'inventaire du patrimoine de Wallonie, a été construite en 1871 à la suite de la guérison de la fille du propriétaire, Marie-Thérèse Louise Charlotte Warzée, née le 21 juin 1856 à Champion. Elle s'ouvre par une porte en plein cintre. La façade est soutenue de pilastres et surmontée d'un fronton triangulaire. Elle a été restaurée, en 2021, pour son 150ème anniversaire.

##### Chapelle de l'Institut des Sœurs de la Providence
À l'origine de la chapelle actuelle, et durant la rénovation de l'église, les Sœurs de la Providence ont fait aménager un endroit pour la Sainte Réserve : un autel et un tabernacle dans le large corridor du couvent. À la fin des travaux, elles ont obtenu l'autorisation de les conserver. Le 9 novembre 1839, s'ensuit la construction d'une chapelle en avant de la porte d'entrée du château et s'étendant dans la cour d'honneur actuelle. L'édifice était surmonté d'un dôme vitré, soutenu par quatre colonnes, un chœur et une sacristie située à l'arrière du maître-autel et donnant sur la cour. Au-dessus de la portée d'entrée, nous pouvions lire : « Dédié à la divine Providence, par Victor Kinet, curé, supérieur ». La bénédiction de la chapelle eut lieu le 26 août 1841 par Mgr Dehesselle.
Dans la continuité des agrandissements de l'Institut, le 25 mai 1859, la construction d'une chapelle de style néogothique a débuté à l'arrière du château de Champion selon les plans d'un jeune architecte de Namur, M. Luffin. Cette chapelle doit sa consécration à Mgr Dehesselle le 19 septembre 1861. Saint Joseph[Lequel ?], protecteur de l'Institut, lui a été assigné comme titulaire. Sous son chœur s'étend une crypte ; sur la porte ogivale de celle-ci, on retrouve l'inscription suivante : Propter filias honoratur Pater (« Les filles font l'honneur du Père »). S'y  trouvent également trois sarcophages de marbre blanc comprenant les restes de la première mère supérieure, Mère Marie-Xavier, née Anne-Apolline Voirin (19 août 1809, Mennonveaux - 21 mai 1853, Champion), du père fondateur, Mgr Kinet (30 mars 1788, Namur - 15 août 1859, Champion) et du directeur général, le chanoine Jacques (25 mai 1819, Lacuisine - 25 mars 1903, Champion).
Le 11 février 1937, un incendie ravagea la chapelle. Sur les décombres, une nouvelle de style néoroman fut bâtie et bénie le 27 juillet 1937. Elle fut ensuite touchée par les bombardements du 12 mai 1940 puis restaurée et bénie le 13 août 1953.

##### Chapelle Saint-Joseph
Dans le parc de l'Institut, en 1857, Mgr Kinet fit construire sur la fin de sa vie une chapelle dédiée à saint Joseph[Lequel ?], dans le but qu'à sa mort, le saint protecteur puisse continuer de veiller sur la Congrégation des Sœurs. Elle y accueille également les statues de saint Roch et saint Donat[Lequel ?]. En raison des travaux d'agrandissement du cimetière et de sa dégradation, la chapelle fut démolie en 1930 et reconstruite au milieu de l'allée éponyme.

##### Grotte de Notre-Dame-de-Lourdes
Toujours au sein du parc, cette réplique de la célèbre grotte de Lourdes a été construite en 1882 par M. Biernaux et bénie le 4 juillet 1882 par Mgr Gravez, évêque de Namur.

#### Patrimoine civils

##### Cimetière militaire belge de Champion

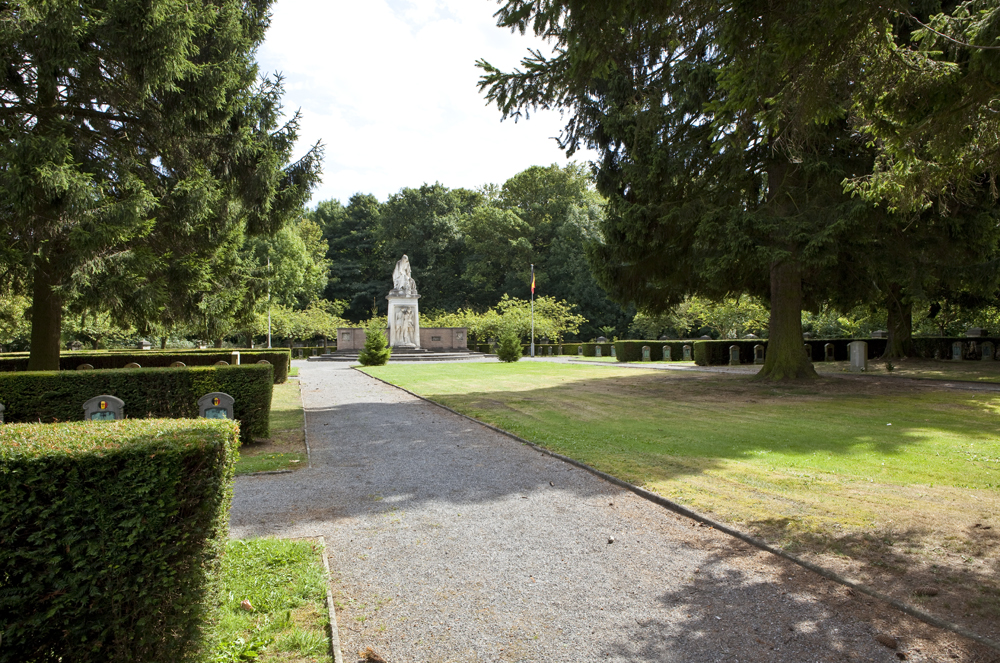
Le cimetière militaire.
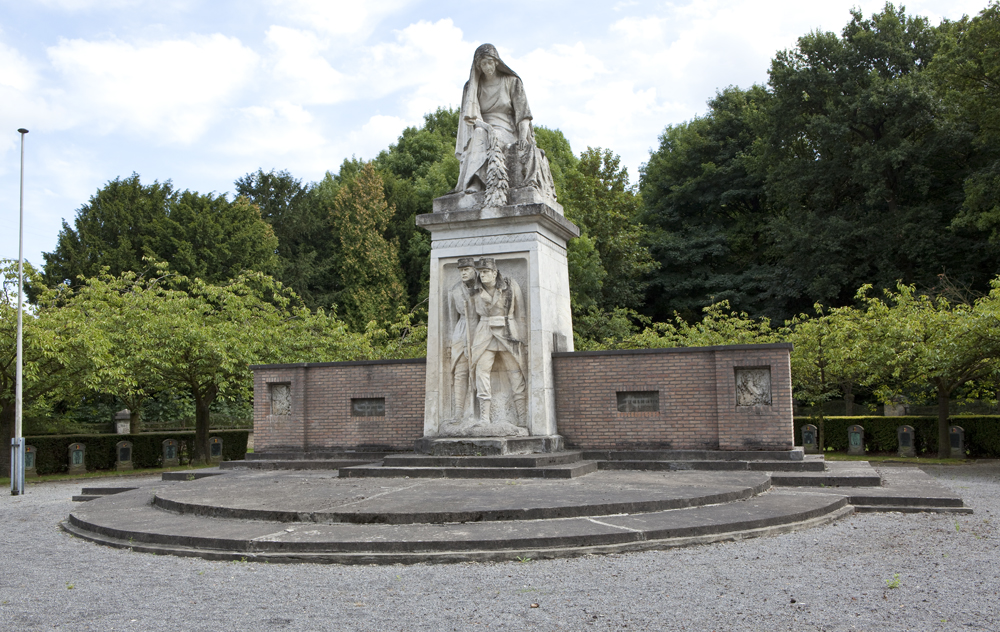
Le monument du cimetière militaire.

### Culture et art contemporain
En 2017, la Biennale d'art contemporain In Champion   est créée par l'asbl Lieux-Communs. Cette biennale unit arts plastiques et imaginaire littéraire.
Par ailleurs, la Villa Josa /Galerie Short Cuts propose en permanence des expositions d'art contemporain, avec une programmation nationale et internationale.
A l’initiative de l'asbl Lieux-Communs, Champion a rejoint en 2021 euroArt : la Fédération européenne des colonies et villages d'artistes, fondée en 1994 sous les auspices de la Commission et du Parlement européen. euroArt regroupe actuellement  42 villages d’artistes répartis dans 12 pays. Ce réseau fédère des villages où des peintres se sont installés à la campagne au XIXe et XXe siècles. Il intègre aussi des initiatives plus récentes développant des projets d’art contemporain dans le cadre d’un village. En Belgique, ce réseau comprend Laethem-Saint-Martin, Tervueren, Watou et Champion.

## Enseignement
La localité accueille l'Institut des Sœurs la Providence de Champion, établissement catholique d'enseignement maternel, primaire et secondaire général. Au sein de ces locaux se trouve également le département pédagogique de Champion de l'école supérieure Henallux qui propose les formations supérieures suivantes : instituteur(trice) préscolaire, instituteur(trice) primaire et professeur dans l'enseignement secondaire (régent).

### Institut des Sœurs de la Providence
L'actuel Institut des Sœurs de la Providence de Champion a été créé en 1836, après l'achat du château initial le 20 juillet 1836 par Monseigneur Jean-Baptiste-Victor Kinet, le château de Champion-lez-Namur. Les Sœurs prirent possession des lieux le 17 août 1836 et, depuis cette date, c'est la maison mère de l'Institut de la congrégation des Sœurs. Aujourd'hui, il s'agit d'un vaste complexe en brique et pierre bleue qui a été agrandi et modifié durant les XIXe et XXe siècles. Ce bâtiment est considéré comme le centre de Champion et fait office de repère dans le paysage.
Au départ, au fond de l'actuelle cour d'honneur, il y avait un château classique construit entre 1772 et 1778 par Albert-Ignace de Cuvelier (nl), seigneur hautain de Champion, Cognelée et Jettefolz, et son épouse Marie-Isabelle de Maillen. Les époux eurent plusieurs enfants, dont Frédéric de Cuvelier, baron et vicaire capitulaire du siège épiscopal vacant à Namur en 1826. Pour l'anecdote, c'était un ami proche de Mgr Kinet qui acheta le château par la suite. Toutefois, celui-ci fut vendu à M. Laloux, puis légué aux Coméliau de Namur qui le remirent en vente. Les armoiries de la famille figurent dans le cartouche triangulaire de la façade. Ce fronton, entièrement en pierre bleue, émerge des toitures pour former une tour surmontée d'une cloche et d'un lanternon bulbeux. Au-dessus du fronton, un oculus est réalisé afin d'accueillir, en 1845, l'horloge qui provenait du beffroi de Bruxelles.
Datée par un chronogramme de 1846, l'aile face à la rue présente une longue façade néo-classique dont le portail d'entrée est surmonté d'une statue de la Vierge à l'Enfant et d'un fronton encadrant l’œil de la Providence. En 1907, l'aile gauche sera exhaussée durant la reconstruction de la partie centrale et de l'aile droite.

### Maison des aumôniers
En 1851, la congrégation acheta un terrain à la droite du couvent sur lequel elle fit bâtir une vaste maison destinée au Père fondateur, l'abbé Kinet. Il en prit possession en mars 1852. Entourée d'un jardin et d'un mur en moellons de calcaire, elle a été agrandie une première fois en 1886 du côté est et une seconde fois en 1901 du côté ouest. Quant au mur d'enceinte, il a été rabaissé en 1931.

## Économie

### Agriculture
En 1834, sur une superficie de 914 ha, 884 étaient exploités pour l'agriculture avec la culture de céréales (froment, épeautre, seigle, méteil, avoine), de légumes, de fourrages et foin et du trèfle. On y élevait également des chevaux, un petit nombre de bêtes à cornes, des porcs et des moutons.
Ancienne propriété des Princes d'Arenberg, la ferme du Sart un ensemble néo-classique et néo-traditionnel construit aux XIXe et XXe siècles. La ferme est construite en carré et ses étables, perpendiculaires au corps du logis, comportent huit portes cintrées. Au-dessus de l'une d'elles, on retrouve les armoiries des Arenberg avec leur devise : Sensa dubyo.
Actuellement, on y retrouve du bétail et des cultures.

## Sports et loisirs
Deux clubs de sports sont actifs à Champion :
- Balle pelote : Étoile Bleue de Champion[9] ;
- Club de pétanque.

Le village abrite un mouvement de jeunesse avec la 27e unité de Champion et ses cinq catégories : les scouts baladins (6-8 ans), les scouts louveteaux (8-12 ans), les scouts éclaireurs (12-16 ans), les pionniers (16-18 ans) et La route (anciens animateurs).
Une maison des jeunes et de la culture est située dans les bâtiments des anciennes salle communale et école des garçons (14, rue Alexandre-Colin). Elle accueille tous les jeunes (de 10 à 26 ans) de Champion et des villages environnants et a pour objectif de les accompagner dans leur parcours de vie citoyenne, responsable, active, critique et solidaire. Elle propose de nombreuses activités tout au long de l'année : hip-hop, funky, classique, théâtre, impro, couture, concerts, stages, accompagnement pour halloween, etc.